# Wilhelm-Leuschner-Schule (Darmstadt)
Die Wilhelm-Leuschner-Schule (WLS) ist eine Haupt- und Realschule in Darmstadt-Bessungen.

## Architektur und Geschichte
Die Wilhelm-Leuschner-Schule wurde nach dem früheren hessischen Innenminister und Widerstandskämpfer Wilhelm Leuschner benannt. Die Schule wurde in den Jahren 1955/56 nach Plänen von Peter Grund erbaut und war eine der ersten Schulneubauten nach dem Zweiten Weltkrieg in Darmstadt. Der Architekt Peter Grund schuf – im Gegensatz zu der bis dahin üblichen kompakten Schulbauweise – mehrere getrennte Gebäude für die einzelnen Jahrgangsstufen, für die Sporthalle und die Verwaltung und verband sie untereinander durch überdachte Gänge.
Zwischen den einzelnen Schulgebäuden lagen die nach Altersgruppen getrennten Schulhöfe. Die Wilhelm-Leuschner-Schule zeigt eine starke Kontrastierung langer, offener Umgangshallen auf schlanken Stützen und Flachbauten mit langgestreckten, in der Vertikale betonten Gebäudezügen. Die kubischen Bauwerke und deren Lochfassaden mit reichem Formenwechsel bilden ein künstlerisches Gesamtwerk. Die Fassadenmalerei an der Stirnseite eines Klassentrakts gestaltete Ernst Vogel. m Foyer befinden sich Sgraffito-Wandbilder in farbigem Putz von Eberhard Schlotter.
Die Wilhelm-Leuschner-Schule war Volksschule mit Vorklassen und Schulkindergarten. In den Jahren 1960/61 wurde an der Wilhelm-Leuschner-Schule das neunte Schuljahr zur Erprobung eingeführt und zwischen 1979 und 1981 gab es außerdem noch ein zehntes Hauptschuljahr, das aber aufgrund mangelnder Schülerzahlen wieder geschlossen wurde. Im Jahr 1975 verlor die Schule die Vorklassen, einige Jahre später auch die Grundschule. Die inzwischen unter Denkmalschutz gestellte Wilhelm-Leuschner-Schule wurde 1981 vollständig saniert, und dient heute als Haupt- und Realschule mit einer Abendrealschule für Erwachsene. Im Jahr 2015 wurde die Schule erneut saniert.

## Abendrealschule
Die Abendrealschule ist eine Schule für Erwachsene und organisatorisch mit der Wilhelm-Leuschner-Schule verbunden. Hier kann an fünf Abenden innerhalb von zwei Jahren, bei besonderer Eignung verkürzt, die mittlere Reife erworben werden.

## Persönlichkeiten
- Wilhelm Wannemacher (1927–2023), Pädagoge und Heimatforscher, war Lehrer an der Wilhelm-Leuschner-Schule
- Claus K. Netuschil (* 1951), Galerist und Kunsthistoriker, machte an der Wilhelm-Leuschner-Schule seinen Realschulabschluss